# Jakub Janda
Jakub Janda, češki smučarski skakalec in politik, * 27. april 1978, Čeladná, Češkoslovaška.
Janda je v svetovnem pokalu debitiral v sezoni 1995/96 na poletih v Harrachovu. Večino tekem je končal v sivem povprečju, občasno je osvajal točke. Svoj prvi večji uspeh pa je dosegel v sezoni 2002/03 s 3. mestom v domačem Libercu.
Nato pa je pred sezono 2004/05 vodenje češke ekipe prevzel Vasja Bajc. Janda je pod njegovim vodstvom doživel preporod. V tej sezoni je osvojil 9 uvrstitev na zmagovalni oder, Češki pa je po 11 letih prinesel zmago za svetovni pokal, dosegel pa jo je v Neustadtu. Sezono je končal na odličnem 6. mestu. Na svetovnem prvenstvu v Oberstdorfu je osvojil srebrno medaljo na mali skakalnici (za Rokom Benkovičem in bronasto na veliki skakalnici.
Njegova forma se je stopnjevala v sezoni 2005/06 saj je v prvi periodi svetovnega pokala dobil kar 4 tekme od 7 možnih. Dobro je bil pripravljen tudi na Novoletni turneji, kjer si je po zaslugi zmage v Garmisch - Partenkirchnu razdelil zmago s Fincem Ahonenom. Medtem ko je Fincu forma po turneji začela padati, je Janda dosegal konstantne rezultate in je zasluženo osvojil Svetovni pokal. Po dveh odličnih sezonah se je zaradi neizplačanih plač poslovil trener Bajc, vodstvo češke reprezentance pa je prevzel Richard Schallert. Pod njegovim vodstvom še ni dosegel odmevnejšega rezultata. Zato se je v sezoni 2008/09 odločil za samostojno pot in si najel osebnega trenerja Vasjo Bajca, s katerim se je ponovno vrnil v svetovni pokal. 
Jakub Janda je v svetovnem pokalu dosegel 6 zmag. Kariero je končal 28. novembra 2017 po dvaindvajsetih sezonah v svetovnem pokalu na prvi tekmi v sezoni 2017/18 po tem, ko je bil izvoljen v Parlament Češke republike.

## Dosežki

### Zmage
| Sezona  | Država/Prizorišče        |
| ------- | ------------------------ |
| 2004/05 | Titisee-Neustadt         |
| 2005/06 | Kuusamo                  |
| 2005/06 | Lillehammer              |
| 2005/06 | Harrachov                |
| 2005/06 | Engleberg                |
| 2005/06 | Garmisch - Partenkirchen |